# Ассамблея тибетских народных депутатов
Ассамблея тибетских народных депутатов — законодательная ветвь власти «Центрального тибетского правительства», чья юрисдикция распространяется на тибетскую диаспору за пределами КНР.

## История
Начала функционировать в 1960 году по инициативе Далай-ламы как одна из мер по демократизации управления.
Собрание депутатов тибетского народа состоит из 46 членов. 43 из них выбираются непосредственно народом: под 10 человек от традиционных тибетских провинций У-Цанг, Кхам и Амдо, по 2 человека от 4-х буддистских школ и представителей религии Бон, 2 депутата из Европы и 1 из Северной Америки. Ещё три предлагаются Далай-ламой из числа выдающихся людей искусства, науки, литературы и общественных деятелей.
В Ассамблею может быть избран любой тибетец, достигший возраста 25 лет. Выборы в парламент проходят раз в 5 лет, право голоса имеет любой человек, достигший 18 лет.
Сессии проводятся 2 раза в год, также Далай-лама может созывать внеочередные сессии. В перерывах между сессиями действует постоянный комитет из 12 членов. Заседает парламент в городе Дарамсала, где находится также Тибетское правительство в изгнании.